# Termitoonops faini
Termitoonops faini là một loài nhện trong họ Oonopidae.
Loài này thuộc chi Termitoonops. Termitoonops faini được P. L. G. Benoit miêu tả năm 1964.